# アビリーン (哨戒フリゲート)
アビリーン (USS Abilene, PF-58) は、アメリカ海軍の哨戒フリゲート。タコマ級フリゲートの1隻。艦名はカンザス州アビリーンに因む。

## 艦歴
艦は海事委任契約（船体番号1465）の下ブリッジポート (USS Bridgeport, PG-166) の艦名で1943年5月6日にウィスコンシン州スペリオルのグローブ・シップビルディング社で起工する。1943年8月21日にトーマス・F・ロジャース夫人によって命名、進水し、1944年5月31日に海軍に引き渡された。1944年6月28日にアビリーンと改名され、 PF-58 （哨戒フリゲート）に艦種変更された。その後1944年10月28日に艦長チェスター・I・スティール少佐の指揮下就役した。
バーミューダでの整調後、アビリーンはニューファンドランドのアージェンティア海軍基地に向かい、同地で北大西洋気象パトロールに加わり、1945年5月まで気象観測任務および航空機に対するナビゲーション支援任務に従事した。
マサチューセッツ州ボストンでの短期間の維持作業後、アビリーンは6月に大西洋での航空-海上救難任務に従事した。第24.5任務群の一部としてアビリーンはヨーロッパとアメリカ間の航空ルートの護衛を行い、その間に気象データの収集も行った。
アビリーンは1946年8月21日にルイジアナ州ニューオリンズで退役し、1946年11月13日に除籍された。その後1947年5月5日にオランダに売却された。オランダではCirrusと改名され、1969年にスクラップとして廃棄された。

## 参照
- この記事はアメリカ合衆国政府の著作物であるDictionary of American Naval Fighting Shipsに由来する文章を含んでいます。 記事はここで閲覧できます。